# (868) Lova
Pour les articles homonymes, voir Lova.
(868) Lova est un astéroïde de la ceinture principale découvert le 26 avril 1917 par l'astronome allemand Max Wolf. Sa désignation provisoire était 1917 BU.